# Stenia
Stenia (altgr. Στήνια) war im antiken Griechenland ein Fest zu Ehren der Göttinnen Demeter und Persephone.
Die Stenia wurde zwei Tage vor den Thesmophorien am 9. Pyanepsion in Athen und möglicherweise noch in Eleusis begangen. Sie war wie die Thesmophorien ausschließlich den Frauen vorbehalten. Über den Inhalt des Festes ist nur bekannt, dass sich die Frauen nachts verspotteten.
Überlieferungen liegen lediglich in Form von Erwähnungen in Aristophanes Die Thesmophoriazusen und bei späteren Lexikographen vor. Auf bildlichen Darstellungen wurde sie vereinzelt vermutet, kann jedoch nicht sicher identifiziert werden. Dass es sich um ein Fest zu Ehren von Demeter und Persephone handelt ist daraus ersichtlich, dass ihnen die Prytanen an diesem Tag opferten.